# Spelocteniza ashmolei
Spelocteniza ashmolei es una especie de araña migalomorfa de la familia Microstigmatidae. Es el único miembro del género monotípico Spelocteniza. Es originaria de Ecuador donde se encuentra en la Provincia de Morona Santiago en la Cueva de los Tayos.

## Descripción
La hembra mide 7.3 mm.

## Etimología
La especie fue nombrada en honor de N. Philip Ashmole.